# Reichenau GR
| GR ist das Kürzel für den Kanton Graubünden in der Schweiz. Es wird verwendet, um Verwechslungen mit anderen Einträgen des Namens Reichenau zu vermeiden. |

Reichenau ist ein Ort in der politischen Gemeinde Tamins im Schweizer Kanton Graubünden. Der vom Gebäudekomplex des Schlosses Reichenau und seinen Brücken dominierte Weiler liegt am Zusammenfluss von Vorder- und Hinterrhein. Jenseits des Rheins liegt auf dem Gemeindegebiet Domat/Ems der Bahnhof Reichenau-Tamins der Rhätischen Bahn.

## Geschichte
Die Örtlichkeit ist nach dem Kloster Reichenau benannt, das hier seit der Karolingerzeit Güter besass. Im 14. Jahrhundert, als der Fernverkehr über die Bündner Alpenpässe deutlich zunahm, wurden zwei Brücken und ein Zollhaus erbaut. Bis dahin hatte sich der von Chur kommende Verkehrsweg in Domat/Ems geteilt: Ein Zweig führte westsüdwestlich und dann nach Süden, durch die Felsenge des Crap taglieu Richtung Rothenbrunnen am Hinterrhein entlang ins Domleschg und weiter zum Splügen- und San-Bernardino-Pass, der andere über die bei Ems gelegene Rheinbrücke Punt arsa am nördlichen Rheinufer ins Dorf Tamins und weiter nach Westen, zu den Pässen Lukmanier und Oberalp. Ein oft als Nebenroute begangener Weg führte seit der Römerzeit von Pfäfers über den Kunkels nach Tamins und Reichenau und wurde in Urkunden wiederholt als "Schleichweg" getadelt, um die Bündner Zölle zu umgehen. Der Verkehrsaufschwung liess es dann im Spätmittelalter lohnend erscheinen, Brücken nicht wie bisher an der bautechnisch einfachsten, sondern an der strategisch günstigsten Stelle zu errichten – eben in Reichenau, wo der gesamte regionale Verkehr kontrolliert werden konnte. Eine der neuen Reichenauer Bücken, 1399 als Zollbrücke erwähnt, führte unmittelbar am Zusammenfluss über den Vorderrhein mit Verkehrsanbindung nach Rhäzüns und Thusis oder ins Safiental, die andere wurde etwa 300 Meter unterhalb des vereinigten Rheines gebaut. Die Brücken wurden jedoch bei Hochwasser wiederholt beschädigt und mussten unter grossen Kosten wieder aufgebaut werden. Die Einnahmen der Zollstelle von Reichenau dienten deshalb auch dem Unterhalt von Weg und Steg, und die dortigen Gebäude nutzten Reisende als Gasthöfe.
Weitere grössere Gebäude entstanden ab 1616, als die Dörfer des Gerichts Hohentrins die feudalen Rechte durch Geldzahlung abgelöst hatten und die Herren von Schauenstein den Mittelpunkt ihrer Herrschaft nach Reichenau verlegten. Der heutige Baubestand des Schlosses geht auf Ausbauten der Jahre 1775 und 1820 zurück. Von 1718 bis 1748 machte Reichenau neben dem Zollrecht auch vom Recht Gebrauch, Münzen zu prägen.

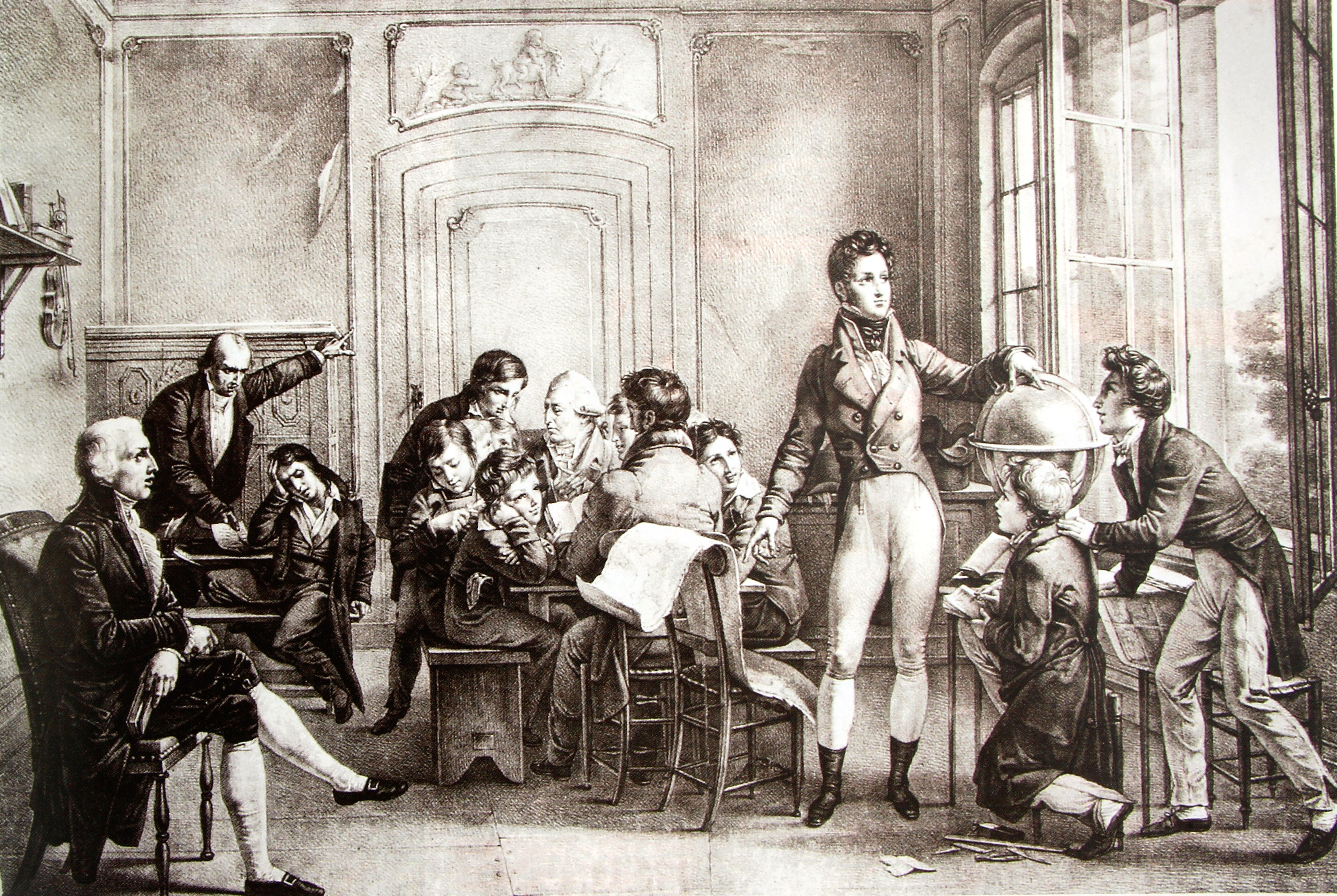
Schulszene in Reichenau, rechts stehend Louis-Philippe.

Im Jahre 1792 verkaufte Graf Johann Rudolf von Buol-Schauenstein Reichenau an die Herren Simeon Bavier, Georg Anton Vieli und Johann Baptist Tscharner. Letzterer verlegte seine bis anhin in Jenins untergebrachte Erziehungsanstalt des Philanthropismus in die Räume des Schlosses. Leiter dieses Instituts war Johann Peter Nesemann aus Magdeburg. Einen neuen Aufschwung erhielt die Schule durch Heinrich Zschokke, ebenfalls aus Magdeburg. Die Erziehungsanstalt bestand bis 1798. An dieser wirkte vom November 1793 bis Ende Juni 1794 als Lehrer auch der flüchtige junge Herzog von Chartres, der spätere «Bürgerkönig» Louis-Philippe I. Als «Monsieur Chabos» erteilte er Französisch und Mathematik. Unter dem Schutz des damaligen Verwalters des Schlosses, Alois von Jost, eines ehemaligen Offiziers der Schweizergarde in Paris, war er hierhergekommen.
Im Schloss Reichenau nahm nach Schliessung des Instituts der französische Gesandte Guyot seinen Sitz. Er und Zschokke vertraten von hier aus die sogenannte «Partei der Patrioten», die Gegner der Salis und Österreichs, welche den Anschluss Graubündens an die Schweiz befürworteten. 1799 griffen Oberländer Bauern einen Posten von 900 Franzosen an, der die Brücke von Reichenau mit Geschütz verteidigte. Bis 1812 versuchte sich dann eine Bergwerksgesellschaft erfolglos an der Goldproduktion. Das Schloss gehört bis heute der Familie von Tscharner, die im Churer Rheintal Weinbau betreibt. Einige Nebengebäude dienen touristischen Zwecken oder als Eventlokal.

## Brücken
Die heutige Emserbrücke über den vereinigten Rhein stammt von 1881. Die Eisenfachwerkbrücke ersetzte die 1814 bis 1881 bestehende Holzbrücke von Johann Stiefenhofer. Von 1757 bis 1799 stand dort eine der für ihre Zeit am weitesten gespannten Holzbrücken von Johannes und Hans-Ulrich Grubenmann.
Die Vorderrheinbrücke («Bonaduzerbrücke» / «Italienische Strasse») bestand in ihrer bekannten Form bis 1889 als Holzbrücke aus einer östlichen Brücke auf einen Felsenpfeiler im Flussbett sowie einem westlichen ansteigenden Anstreb auf diesen Pfeiler im meist trockenen Teil des Flussbetts. 1889 wurden die Holzkonstruktionen durch eine pfeilerlose Stahlbogenbrücke mit 66 Metern Spannweite ersetzt. Diese im Wesentlichen einspurige Brücke wurde 1985 zum Ersatz ausgeschrieben und schliesslich durch die heutige Betonbrücke ersetzt.
Die Rhätische Bahn erstellte 1895 die Hinterrheinbrücke als dreifeldrige genietete Stahlrauten-Fachwerkbrücke für die Albulalinie. 1903 folgte die gut 700 Meter westlich liegende Farschbrücke (lokal auch «Vasortabrücke») über den Vorderrhein als Fachwerk-Parallelträgerwerk für die Bahnstrecke Reichenau-Tamins–Disentis/Mustér. 2018 wurde parallel zur alten Hinterrheinbrücke von 1895 eine zweite Stahlbrücke mit V-Stielen und einem Trogquerschnitt fertig gestellt. Nach der umfassenden Sanierung der alten Brücke gingen Ende 2019 beide Brücken nebeneinander in Betrieb. Die schlanke neue Brücke «Sora Giuvna» (kleine/junge Schwester) verdeckt den Blick auf die alte denkmalgeschützte Brücke so wenig wie möglich.
Die Rheinquerung der A13 über den Hinterrhein folgte (vorerst ohne Fortsetzung der Autostrasse nach Süden) in den 1960er-Jahren zur Eröffnung des San-Bernardino-Tunnels. Die Strasse unterquert dabei die Brückenköpfe der beiden Eisenbrücken von 1881 und 1895.

## Bilder

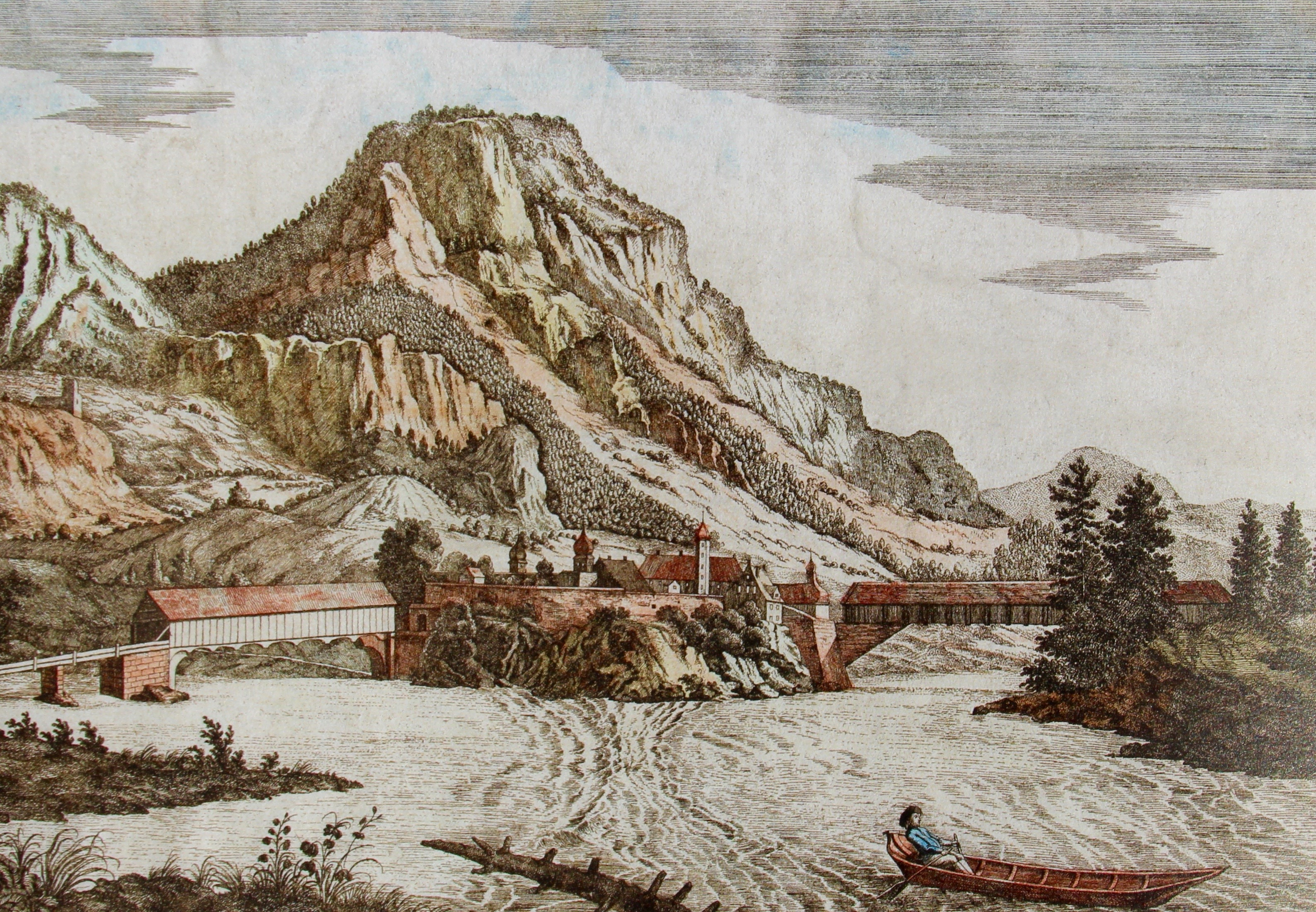
Reichenau GR Grubenmann-Brücken vor 1799
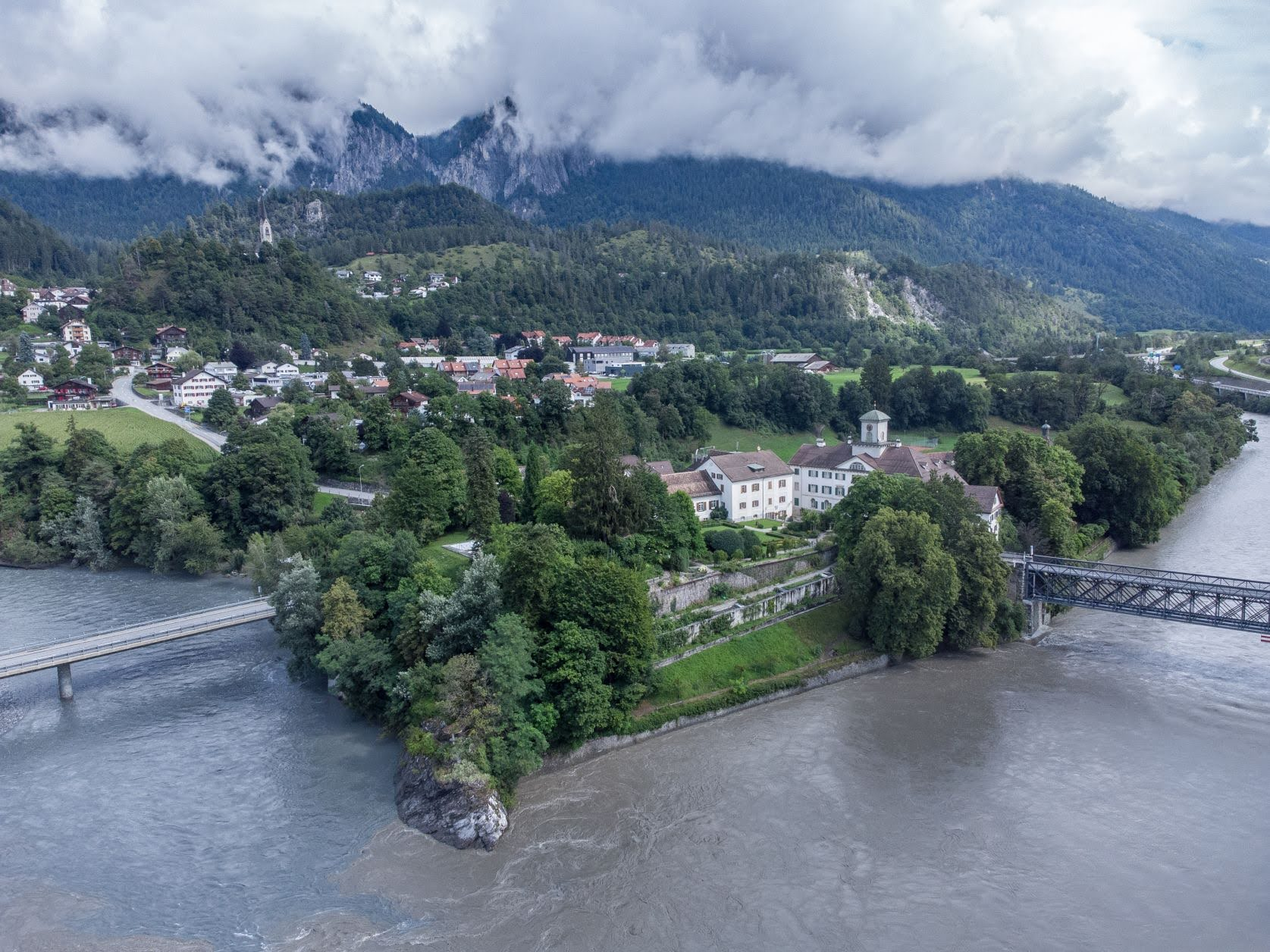
Reichenau GR 2021
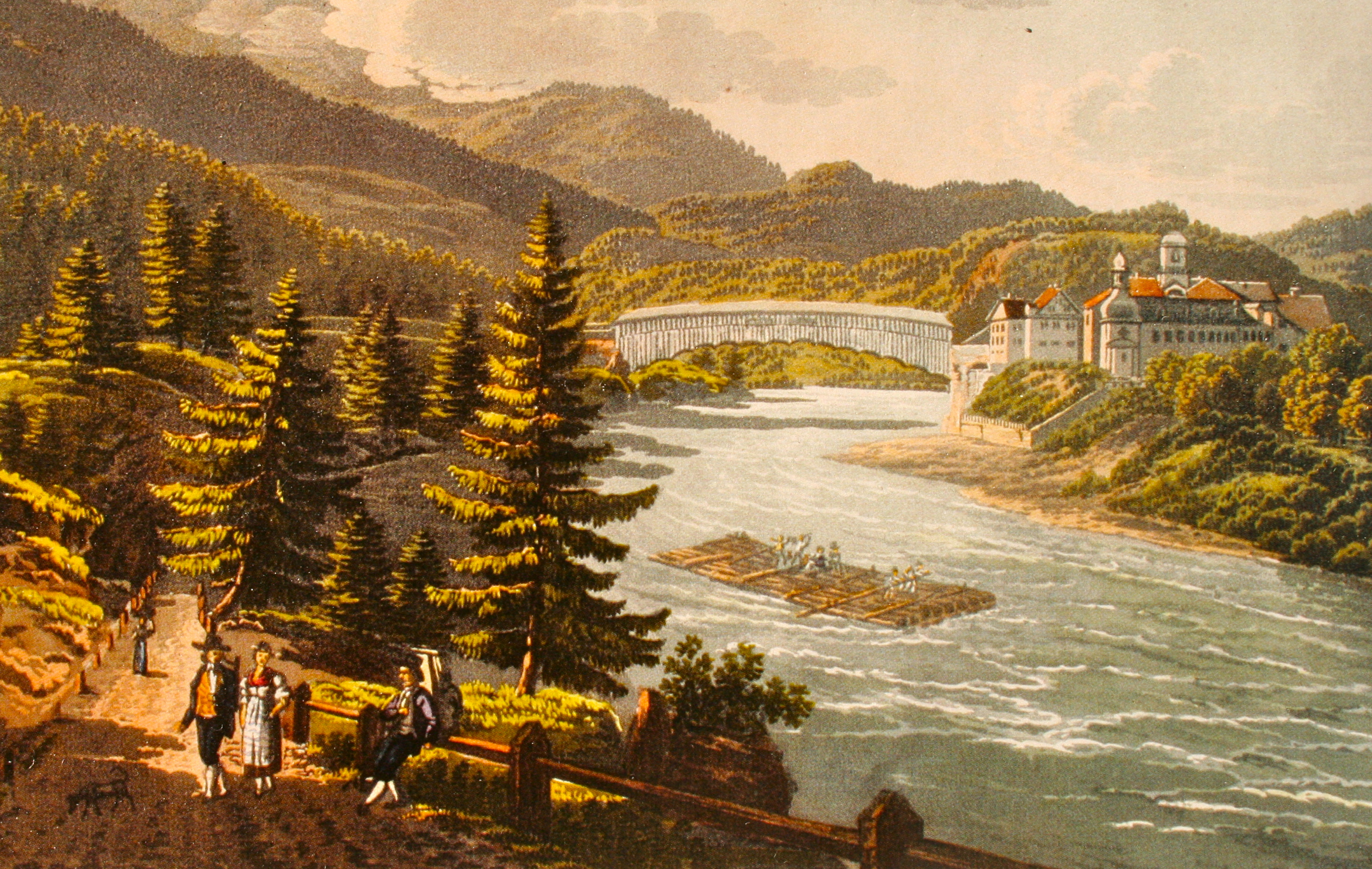
Reichenau um 1822
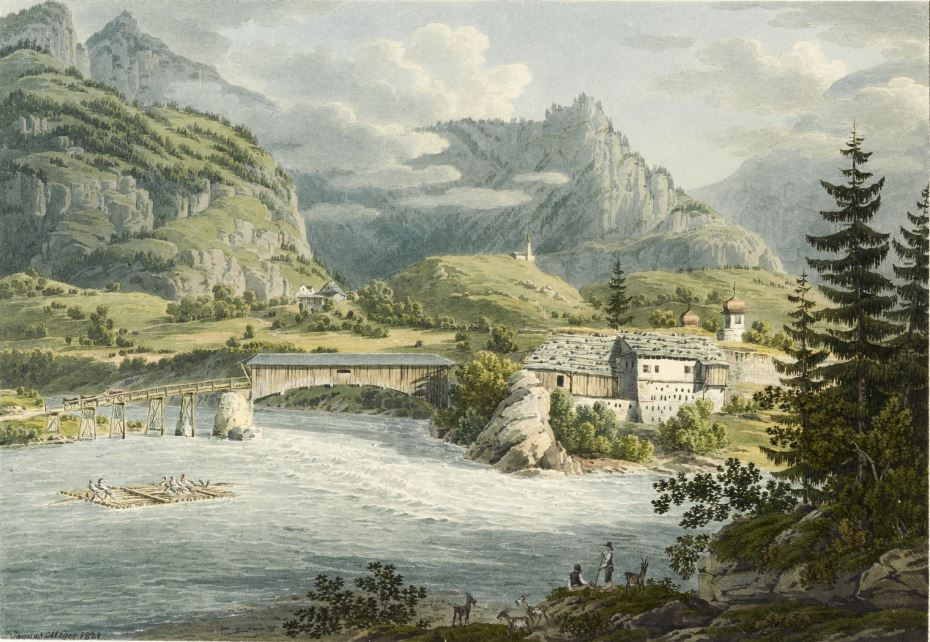
Reichenau GR J.J.Mayer Aquarell 1821
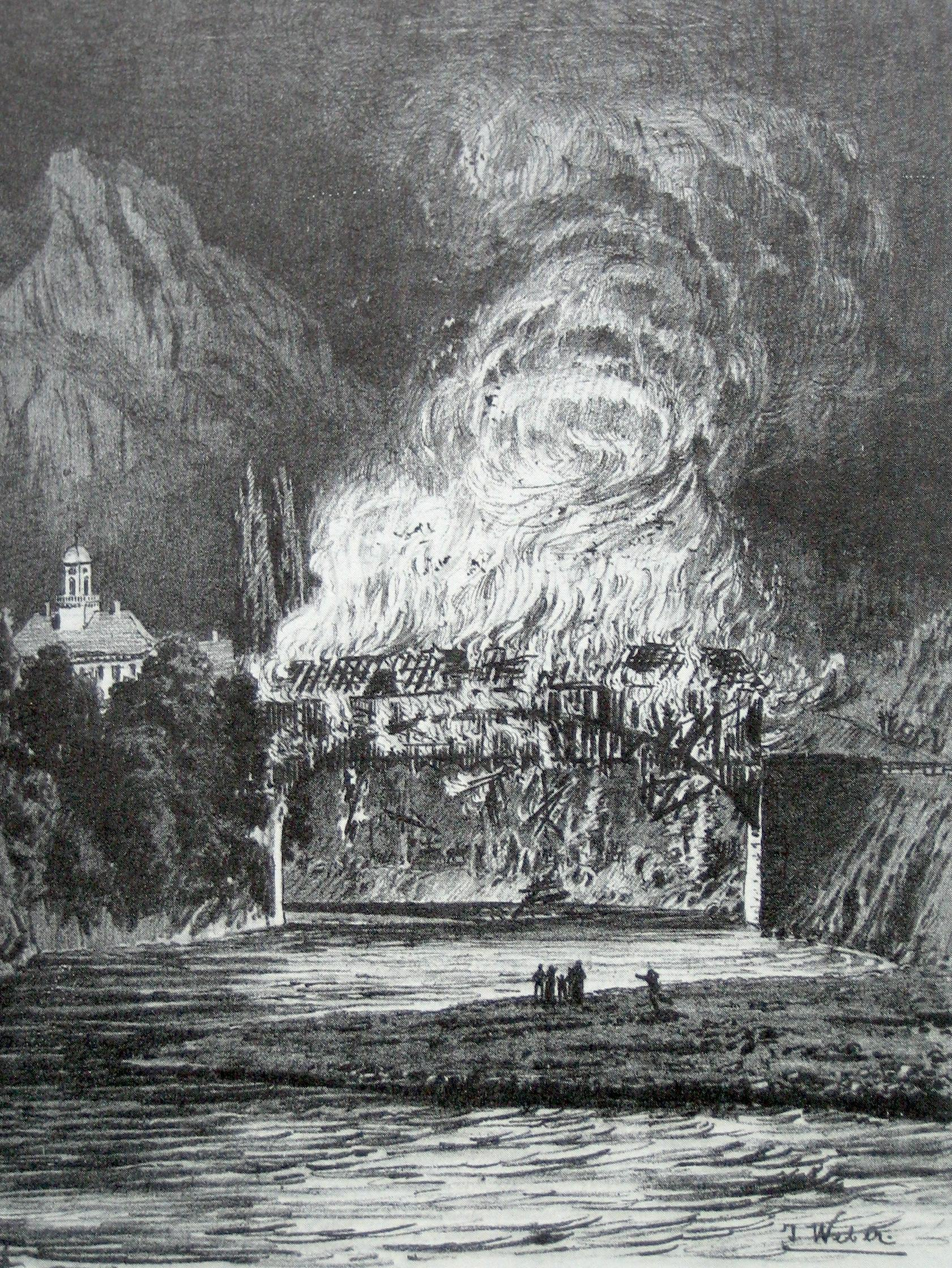
Brand der Rheinbrücke bei Reichenau am 31. Juli/1. August 1880; Zeichnung von Johannes Weber
Historisches Luftbild von Werner Friedli (1965)
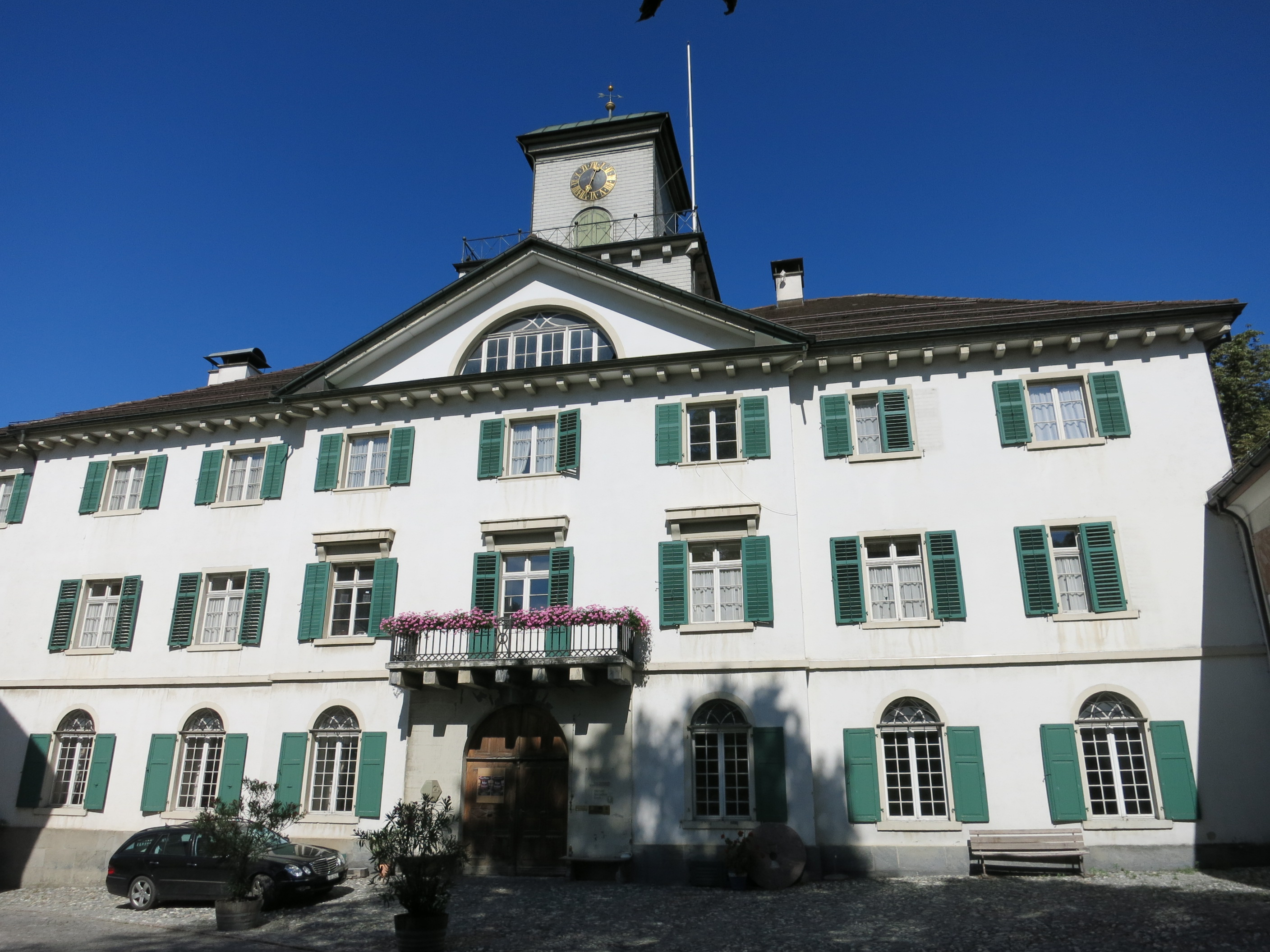
Schloss Reichenau

### Brückenwanderung
Seit 2021 kann man den Zusammenfluss des Rheins auf den Brücken umwandern: Am 11. Juni 2021 wurde der schon zuvor existierende Wartungsgang im unteren Brückenteil der Hinterrheinbrücke von 1895 als Fussgängersteg öffentlich zugänglich gemacht. Der einzige grössere Umweg ist durch die Autostrasse A13 bestimmt, sie verhindert den direkten Weg von der Hinterrhein- zur Emserbrücke. Stattdessen zwängt sich der Weg unter der Autobahnbrücke hindurch und führt zum Bahnhof Reichenau.